# 津高郡
- 令制国一覧 > 山陽道 > 備前国 > 津高郡
- 日本 > 中国地方 > 岡山県 > 津高郡

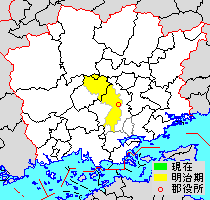
岡山県津高郡の位置

津高郡（つだかぐん）は、岡山県（備前国）にあった郡。

## 郡域
1878年（明治11年）に行政区画として発足した当時の郡域は、下記の区域にあたる。
- 岡山市
  - 北区の一部（旭川以西のうち笹ヶ瀬川以東かつ玉柏、金山寺、畑鮎、宿、津島、津島本町、津島笹が瀬以南と、概ね納所、川入、西花尻、東花尻、平野、延友より南西[1]および真星、上高田、山上、石妻、杉谷、日近、足守、下足守、高松稲荷、平山、立田、加茂より南西[2]を除く）
- 加賀郡吉備中央町の一部（尾原、和田、富永、加茂市場、高谷、平岡、上加茂、広面以東）
- 久米郡美咲町の一部（江与味）

## 歴史
南端地域（一宮地域）は、古来吉備国の中心地として栄えた地域の東端であり、吉備中山の東方に位置する。この地域は、古くから港があり繁栄していたといわれている（かつては海が近くにあった）。また、吉備津彦神社や宗形神社などの古社や古代の遺跡・古墳なども多い。
古くは「つたか」と呼ばれ、後に「つだか」とも呼ばれるようになり、最終的に「つだか」が正式名称となった。また、「蔦処」と表記していた場合もあった。
和名抄には駅家郷、賀茂郷、津高郷、建部郷の4郷が記載されている。郡衙の位置は津高郷（岡山市北区津高地区中心部）もしくは駅家郷（同一宮地区・津高地区山間部）と推定されている。
延喜式神名帳には鴨神社と宗形神社の2社が記載されている。

### 近世以降の沿革
- 明治初年時点では全域が備前岡山藩領であった。「旧高旧領取調帳」に記載されている明治初年時点での村は以下の通り。（93村）

今保村、久米村、白石村、野殿村、花尻村、尾上村、一ノ宮村、一ノ宮敷地村、西辛川村、辛川市場村、今岡村、山崎村、東楢津村、首部村、松尾村、大窪村、磯ヶ部村、池谷村、長野村、横尾村、佐山村、面室村、清水村、芳賀村、深溺村、富原村、中原村、横井上村、栢谷村、益田村、辛香村、菅野村、田原村、日応寺村、中山村、中野村、大月村、大坪村、高野尻村、下牧村、中牧村、野々口村、吉尾村、小山村、河内村、勝尾村、紙工村、虎倉村、宇甘上村、菅村、下田村、金川村、草生村、鹿瀬村、西原村、桜村、市場村、宮地村、富沢村、建部上村、中田村、田地子村、品田村、広面村、上加茂村、神瀬村、黒瀬大向村、大木村、豊岡村、三谷村、五明村、円城村、上田村、細田村、三納谷村、下加茂村、江与味村、杉谷村、粟井谷村、溝部村、森久村、為蕃村、笹目村、尾原村、和田村、大王村、森上村、長尾村、井原村、下土井村、加茂市場村、大谷村、平岡村
- 明治4年
  - 7月14日（1871年8月29日） - 廃藩置県により岡山県の管轄となる。
  - 深溺村が富吉村に、益田村が吉宗村にそれぞれ改称。
- 明治8年（1875年） - 以下の村の統合などが行われる。（89村）
  - 上田村が分割し、一部（西分）が上田西村に、一部（東分）が上田東村、一部が案田村となる。
  - 横井上村の一部（枝号田中・益井）が分立して田益村となる。
  - 河内村の一部（枝号原・富谷・山条）が分立して宇垣村となる。
  - 福谷村 ← 磯ヶ部村、池谷村
  - 高野村 ← 中野村、高野尻村
  - 北野村 ← 大月村、大坪村
  - 高津村 ← 菅村、宇甘上村［枝村下畑］
  - 船津村 ← 神瀬村［枝村塩谷］、黒瀬大向村［本村］
  - 高富村 ← 五明村、豊岡村［枝村柿山］
  - 福沢村 ← 森久村、為蕃村
  - 富永村 ← 大王村、森上村、長尾村
  - 黒瀬大向村の残部（枝村年末）が神瀬村に、大谷村の一部（枝村元兼）が加茂市場村にそれぞれ合併。
  - 一ノ宮敷地村が一ノ宮村に、清水村が芳賀村に、辛香村が菅野村に、小山村が野々口村にそれぞれ合併。
  - 東楢津村が枝村中楢津村・西楢津村を統合のうえ改称して楢津村となる。
  - 面室村が富吉村の一部（枝村狼谷の西部）を合併のうえ改称して三和村となる。
  - 宇甘上村の残部のうち、一部（枝村中泉）が分立して中泉村、残部（本村・枝村九谷）が統合のうえ改称して宇甘村となる。
  - 豊岡村の残部が分割し、一部（上分）が豊岡上村、一部（下分）が豊岡下村、残部（枝村小森）が小森村となる。
  - 大谷村の残部のうち、一部（枝村野原）が分立して美原村となる。残部（本村・枝村十力）が統合のうえ改称して高谷村となる。
- 明治9年（1876年） - 野殿村の所属郡が御野郡に変更。（90村）
- 明治11年（1878年）9月29日 - 郡区町村編制法の岡山県での施行により、行政区画としての津高郡が発足。郡役所が金川村に設置。

### 町村制以降の沿革
- 明治22年（1889年）6月1日 - 町村制の施行により、以下の各村が発足。特記以外は現・岡山市。（22村）
  - 白石村 ← 今保村、久米村、白石村、花尻村
  - 一宮村 ← 尾上村、一ノ宮村、西辛川村、辛川市場村
  - 馬屋下村 ← 大窪村、松尾村、芳賀村、福谷村、長野村、横尾村
  - 平津村 ← 今岡村、佐山村、山崎村、楢津村、首部村
  - 横井村 ← 中原村、富原村、田益村、横井上村
  - 野谷村 ← 栢谷村、吉宗村、菅野村
  - 馬屋上村 ← 田原村、富吉村、三和村、日応寺村
  - 牧山村 ← 高野村、北野村、下牧村、中牧村、中山村
  - 宇垣村 ← 野々口村、吉尾村、宇垣村、河内村
  - 金川村 ← 金川村、草生村、鹿瀬村
  - 上建部村 ← 建部上村、宮地村、富沢村、田地子村、品田村
  - 建部村 ← 桜村、市場村、中田村、西原村
  - 宇甘西村 ← 紙工村、虎倉村、勝尾村
  - 宇甘東村 ← 高津村、下田村、宇甘村、中泉村
  - 加茂村 ← 広面村、上加茂村、下加茂村（現・加賀郡吉備中央町）
  - 福山村 ← 平岡村、高谷村、美原村、加茂市場村（現・加賀郡吉備中央町）
  - 長田村 ← 下土井村、富永村、和田村、井原村（現・加賀郡吉備中央町）
  - 上田村 ← 三納谷村、細田村、上田西村、上田東村、円城村、案田村（現・加賀郡吉備中央町）
  - 富津村 ← 高富村、神瀬村、船津村、小森村（現・加賀郡吉備中央町）
  - 豊岡村 ← 豊岡下村、三谷村、大木村、豊岡上村（現・加賀郡吉備中央町）
  - 新山村 ← 福沢村、尾原村、笹目村、溝部村（現・加賀郡吉備中央町）
  - 江与味村 ← 粟井谷村、杉谷村（現・加賀郡吉備中央町）、江与味村（現・久米郡美咲町）
- 明治33年（1900年）4月1日 - 郡制の施行により、御野郡・津高郡の区域をもって御津郡が発足。同日津高郡廃止。

## 行政
歴代郡長
| 代 | 氏名 | 就任年月日                | 退任年月日                | 備考                           |
| -- | ---- | ------------------------- | ------------------------- | ------------------------------ |
| 1  |      | 明治11年（1878年）9月29日 |                           |                                |
|    |      |                           | 明治33年（1900年）3月31日 | 御野郡との合併により津高郡廃止 |